# Ringfurth
Ringfurth este o comună în Saxonia-Anhalt, Germania